# アンベール (フランス)
アンベール （フランス語:Ambert、オック語:Embèrt）は、フランス、オーヴェルニュ＝ローヌ＝アルプ地域圏、ピュイ＝ド＝ドーム県のコミューン。

## 地理
市街地とその外側はアリエ川の支流ドル川の流域となっている。アンベールは、フォルズ山地と西のリヴラドワ山地とに囲まれたアンベール高原にある。

## 歴史
15世紀までのアンベールの町は、3つの社会階層に対応して分断されていた。商業地区、修道院と教会の地区、19の塔を持つ防衛施設（19世紀に廃止された）からなる領主の地区である。
聖バルテルミーの大虐殺後、アンベールは荒廃した。1574年には、マチュー・メルル率いるユグノーの郎党が町を占拠し略奪を行い、カトリック教徒が多数を占めていたアンベール住民が殺害された。都市はカトリック教徒から取り上げられたのである。
平和な時代が訪れると、アンベールや周辺のコミューンでは、ヘンプやフラックス（どちらもアサの一種）から作るパルプと密接な関係を持つようになり、15世紀には300以上の工場があった。紙職人の親方たちはイタリア人職人の知識を吸収していた。ディドロとダランベールによる『百科全書』の初版本は、アンベールでできた紙で刷られていた。
製紙産業は18世紀後半から徐々に衰退し始め、替わって織物、飾り紐製造、レース、刺繍の取引やロザリオ製造が盛んになった。

## 経済
製材業、チーズ製造、飾り紐製造など。アンベール周辺で作られるチーズ、フルム・ダンベールは1972年からAOC指定されている。

## 出身者
- アニェル・ブンダヴォエ
- エマニュエル・シャブリエ
- ミシェル・ロル（1652-1719） - 数学者
- ピエール・ド・ノラック（1859-1936） - 作家

## 姉妹都市
- アンヴァイラー （ドイツ）
- ゴルゴンゾーラ （イタリア）
- 東秩父村 （日本）